# Etheostoma fricksium
Etheostoma fricksium är en fiskart som beskrevs av Hildebrand 1923. Etheostoma fricksium ingår i släktet Etheostoma och familjen abborrfiskar. IUCN kategoriserar arten globalt som livskraftig. Inga underarter finns listade i Catalogue of Life.